# Campeonato Mundial de Futebol de Areia de 2004
O Campeonato Mundial de Futebol de Areia de 2004 Foi a décima edição do Campeonato Mundial de Futebol de Areia e foi o ultimo Mundial de Futebol de Areia não organizado pela FIFA. O torneio ocorreu entre 29 de Fevereiro e 7 de março na Praia de Copacabana no Rio de Janeiro.

## Regulamento
Doze equipes estiveram presentes nas finais no Brasil, divididos em 4 grupos de 3 times. Cada time jogava contra os outros dois do seu grupo em formato de "todos-contra-todos", sendo que os dois times melhores colocados avançam para as quartas de final . As quartas de final, semifinais e final foram disputadas em modo de eliminação simples. Em caso de partida empatada na fase eliminatória, as penalidades máximas em modo de morte súbita seriam adotadas.

## Qualificações
Das 12 equipes, um recorde de sete equipes vieram da Europa, quatro equipes vieram da América do Sul, incluindo o anfitrião Brasil e uma equipe da América do Norte.

Zona Europeia:
- Alemanha
- Suíça
- Itália
- França
- Portugal
- Bélgica
- Espanha

Zona Sul-Americana:
- Peru
- Uruguai
- Argentina

Zona Norte Americana:
- Estados Unidos

Sede:
- Brasil (Zona Sul-Americana)

## Fase de Grupos

### Grupo A
| Equipe   | Pts | J | V | V+ | D | GM | GS | +/- |
| -------- | --- | - | - | -- | - | -- | -- | --- |
| Brasil   | 6   | 2 | 2 | 0  | 0 | 22 | 2  | 20  |
| Suíça    | 3   | 2 | 1 | 0  | 1 | 5  | 12 | -7  |
| Alemanha | 0   | 2 | 0 | 0  | 2 | 2  | 13 | -11 |

| 29 de Fevereiro | Brasil | 10 - 2 | Alemanha | Praia de Copacabana |
|                 |        |        |          |                     |

| 1 de Março | Suíça | 3 - 0 | Alemanha | Praia de Copacabana |
|            |       |       |          |                     |

| 2 de março | Brasil | 12 - 2 | Suíça | Praia de Copacabana |
|            |        |        |       |                     |

### Grupo B
| Time   | Pts | J | V | V+ | D | GM | GS | +/- |
| ------ | --- | - | - | -- | - | -- | -- | --- |
| Itália | 6   | 2 | 2 | 0  | 0 | 5  | 3  | 2   |
| França | 3   | 2 | 1 | 0  | 1 | 10 | 7  | 3   |
| Peru   | 0   | 2 | 0 | 0  | 2 | 5  | 10 | 5   |

| 16 de Fevereiro | Itália | 3 - 2 | França | Praia de Copacabana |
|                 |        |       |        |                     |

| 1 de Março | Itália | 2 - 1 (nos penaltis) | Peru | Praia de Copacabana |
|            |        |                      |      |                     |

| 2 de Março | França | 8 - 4 | Peru | Praia de Copacabana |
|            |        |       |      |                     |

### Grupo C
| Time     | Pts | J | V | V+ | D | GM | GS | +/- |
| -------- | --- | - | - | -- | - | -- | -- | --- |
| Portugal | 6   | 2 | 2 | 0  | 0 | 17 | 2  | 15  |
| Uruguai  | 3   | 2 | 1 | 0  | 1 | 7  | 9  | -2  |
| Bélgica  | 0   | 2 | 0 | 0  | 2 | 5  | 18 | -13 |

| 29 de Fevereiro | Uruguai | 6 - 4 | Bélgica | Praia de Copacabana |
|                 |         |       |         |                     |

| 1 de Março | Portugal | 12 - 1 | Bélgica | Praia de Copacabana |
|            |          |        |         |                     |

| 2 de Março | Portugal | 5 - 1 | Uruguai | Praia de Copacabana |
|            |          |       |         |                     |

### Grupo D
| Time           | Pts | J | V | V+ | D | GM | GS | +/- |
| -------------- | --- | - | - | -- | - | -- | -- | --- |
| Espanha        | 6   | 2 | 2 | 0  | 0 | 10 | 2  | 8   |
| Argentina      | 3   | 2 | 1 | 0  | 1 | 6  | 8  | -2  |
| Estados Unidos | 0   | 2 | 0 | 0  | 2 | 2  | 8  | -6  |

| 29 de Fevereiro | Espanha | 4 - 0 | Estados Unidos | Praia de Copacabana |
|                 |         |       |                |                     |

| 1 de Março | Argentina | 4 - 2 | Estados Unidos | Praia de Copacabana |
|            |           |       |                |                     |

| 2 de Março | Espanha | 6 - 2 | Argentina | Praia de Copacabana |
|            |         |       |           |                     |

## Fases Finais

### Quartos de final
| 3 de Março | Brasil | 7 - 2 | Argentina | Praia de Copacabana |
|            |        |       |           |                     |

| 3 de Março | Portugal | 6 - 3 | França | Praia de Copacabana |
|            |          |       |        |                     |

| 4 de Março | Espanha | 8 - 4 | Suíça | Praia de Copacabana |
|            |         |       |       |                     |

| 4 de Março | Itália | 4 - 1 | Uruguai | Praia de Copacabana |
|            |        |       |         |                     |

### Semifinais
| 5 de Março | Brasil | 7 - 2 | Portugal | Praia de Copacabana |
|            |        |       |          |                     |

| 5 de Março | Espanha | 3 - 1 | Itália | Praia de Copacabana |
|            |         |       |        |                     |

### Terceiro Lugar
| 6 de Março | Portugal | 5 - 1 | Itália | Praia de Copacabana |
|            |          |       |        |                     |

### Final
| 7 de Março | Brasil | 6 - 4 | Espanha | Praia de Copacabana |
|            |        |       |         |                     |

## Premiação
| Campeonato Mundial de Futebol de Areia 2004 |
| ------------------------------------------- |
| Brasil Campeão (nono título)                |

| Jogador do Torneio : | Artilheiro:  | Melhor Goleiro :    |
| -------------------- | ------------ | ------------------- |
| POR Madjer           | BRA Jorginho | ESP Roberto Valerio |